# Korendijk
Korendijk es un antiguo municipio neerlandés situado en la provincia de Holanda Meridional.
En 2016 tiene 10 847 habitantes.
El municipio se fundó en 1984 mediante la fusión de Goudswaard, Nieuw-Beijerland, Piershil (la capital), Zuid-Beijerland y la isla de Tiengemeten. El actual municipio comprende los citados núcleos de población más Nieuwendijk and Zuidzijde.
Se ubica unos 20 km al sur de Róterdam, en la costa del Haringvliet y justo al norte de la isla de Goeree-Overflakkee.